# 大和庄義勇公祠
22°39′04″N 120°34′22″E / 22.651184°N 120.572799°E
大和庄義勇公祠（臺灣客家語四縣腔：tai foˇzongˊngi iungˋgungˊcii），是位於臺灣屏東縣內埔鄉東勢村大和社區的廟宇，祭拜杜君英。

## 歷史
此處在臺灣清治時期原名叫「杜君英庄」，在乾隆時期由官方招募上淡水社的熟番駐守，設有隘口以防禦生番入侵。此處還設有番社義學，教導平埔族。依松崎仁三郎寫於《嗚呼忠義亭》調查，過去杜君英部屬將長官遺物埋葬在此地的榕樹下，建有杜君英衣冠塚。1898年，該庄因隘寮溪氾濫被毀，居民游離。一說此衣冠塚與義勇廟因洪水皆完全流失，也有一說指該墓從原址隨部分庄民遷移到新杜君英庄（今內埔中林村）。
1937年，日本政府整治隘寮溪，使舊杜君英庄原址免於水患侵擾，並將新大路關（今高樹鄉廣興村）的客家人遷於此地，改名為「大和庄」。到了大家樂、六合彩盛行的1980年代，常有賭徒來該地的土地公祠求明牌，便有乩童舊起乩稱自己為「義勇公」，稱誕辰為農曆六月初五，於是此土地公祠從農曆二月二日改成六月初五祭拜。後來，該祠屋頂遭樹壓毀，於1993年重建落成，當時村民認定此神即杜君英，故於翌年作祠記掛於牆面，由劉正一〈註：西元1939─2002，曾任屏東高中地理老師多年〉所撰。祠內還有書寫「大和庄北柵義勇公香座位」的牌位。
該義勇公祠與周圍大樹為居民平時祭拜、乘涼之處，到了2009年11月建立取作「大和庄義勇公休閒公園」的公園。2014年，大和社區理事與元帥宮主委一同以「藝術長廊‧杜君英庄」為主題，邀請眾村民彩繪在社區圍牆，由旅美藝術家林世寶、南島國際美術獎首獎林純用等人指導。

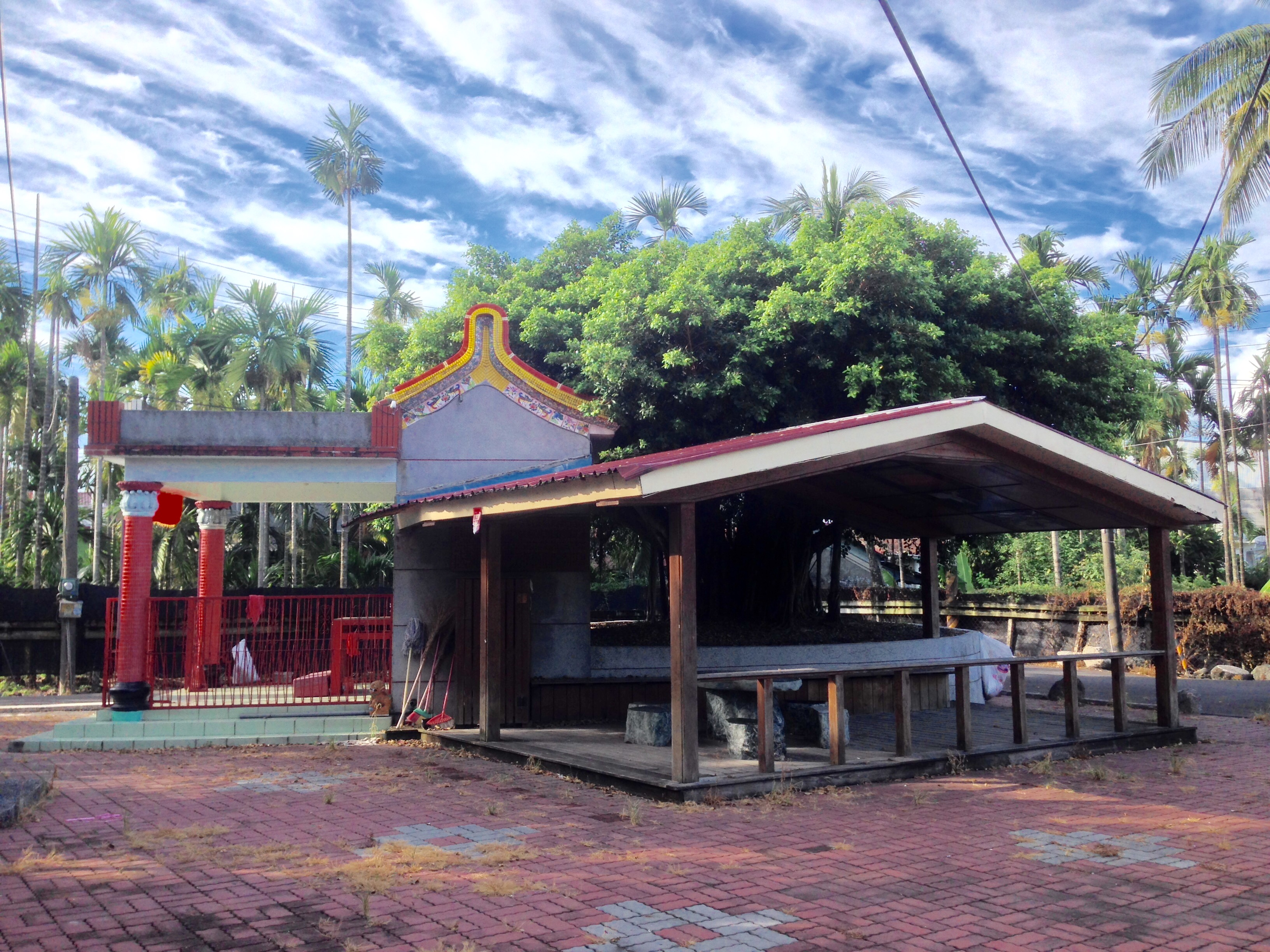
義勇公祠外側
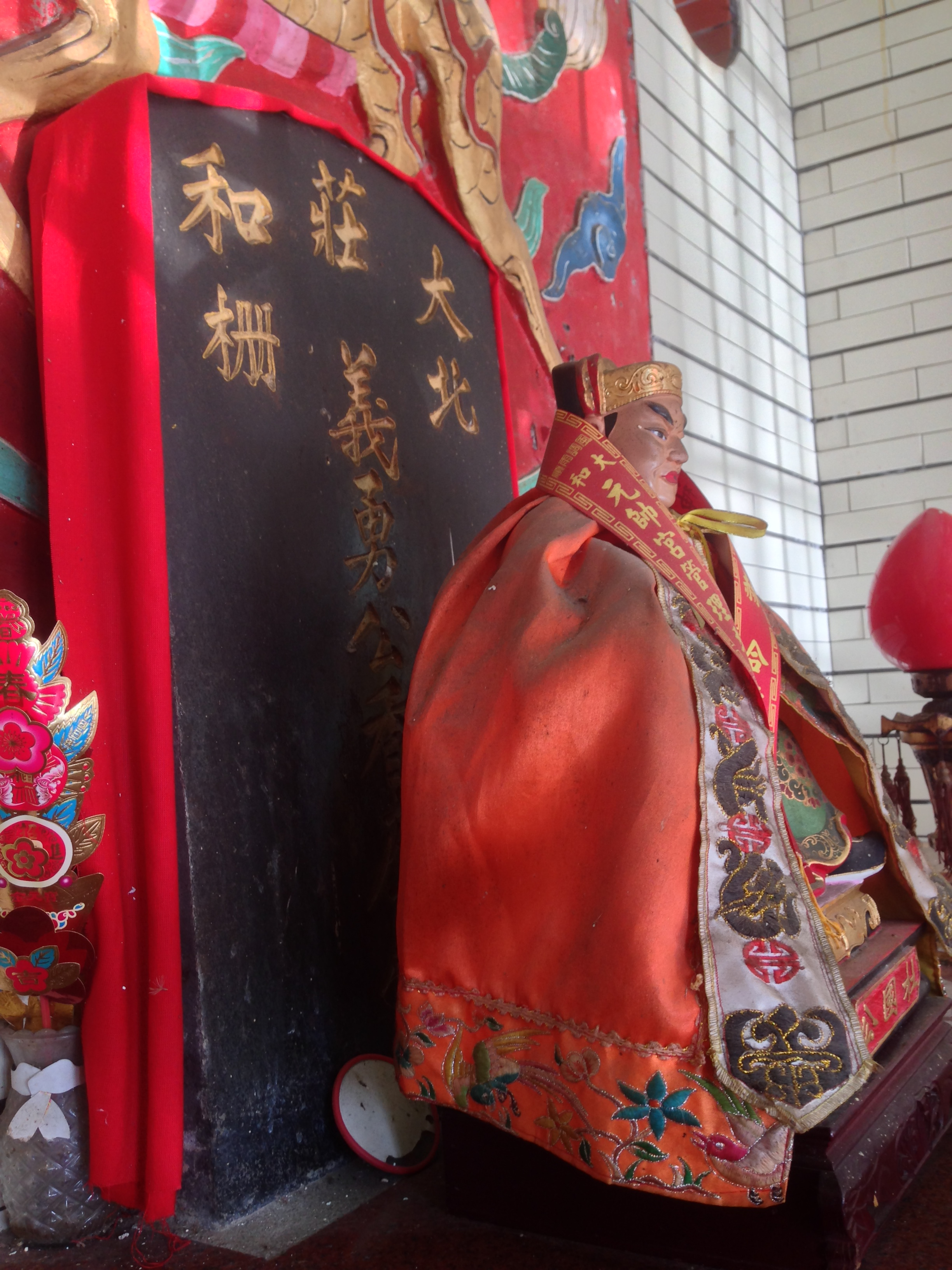
杜國公君英爺福德財神義勇公神像
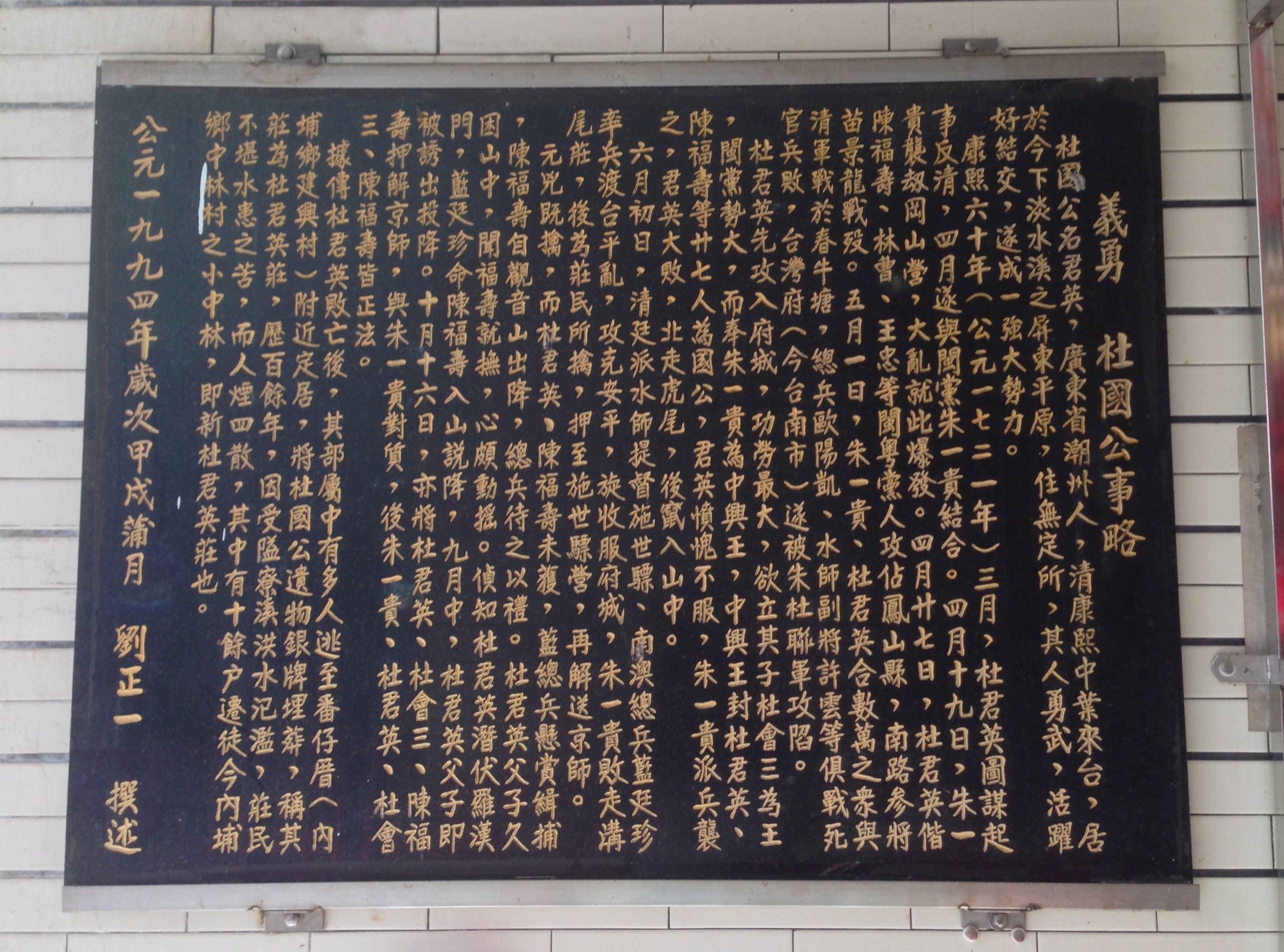
祠記
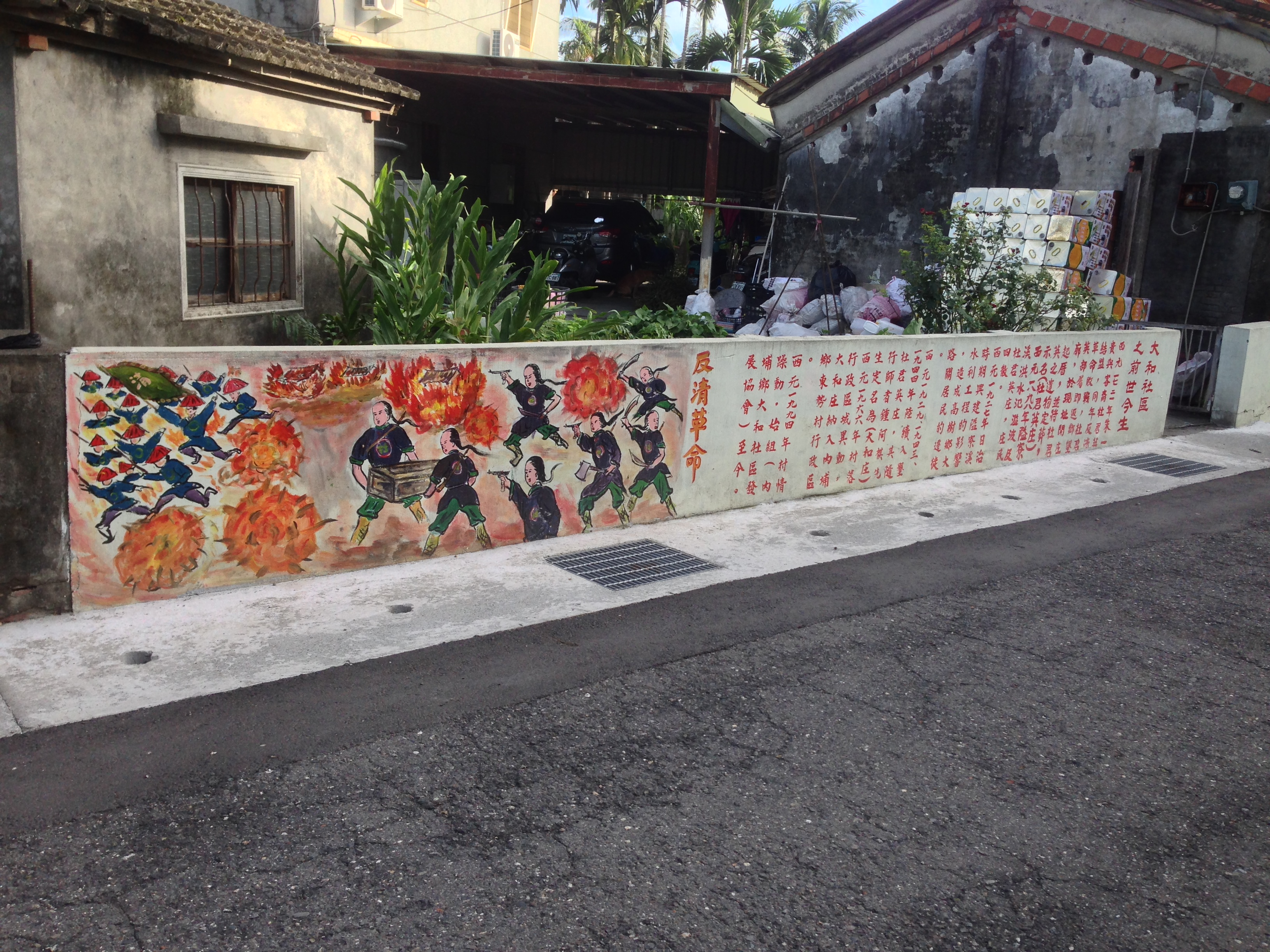
社區彩繪